# Heilbronn

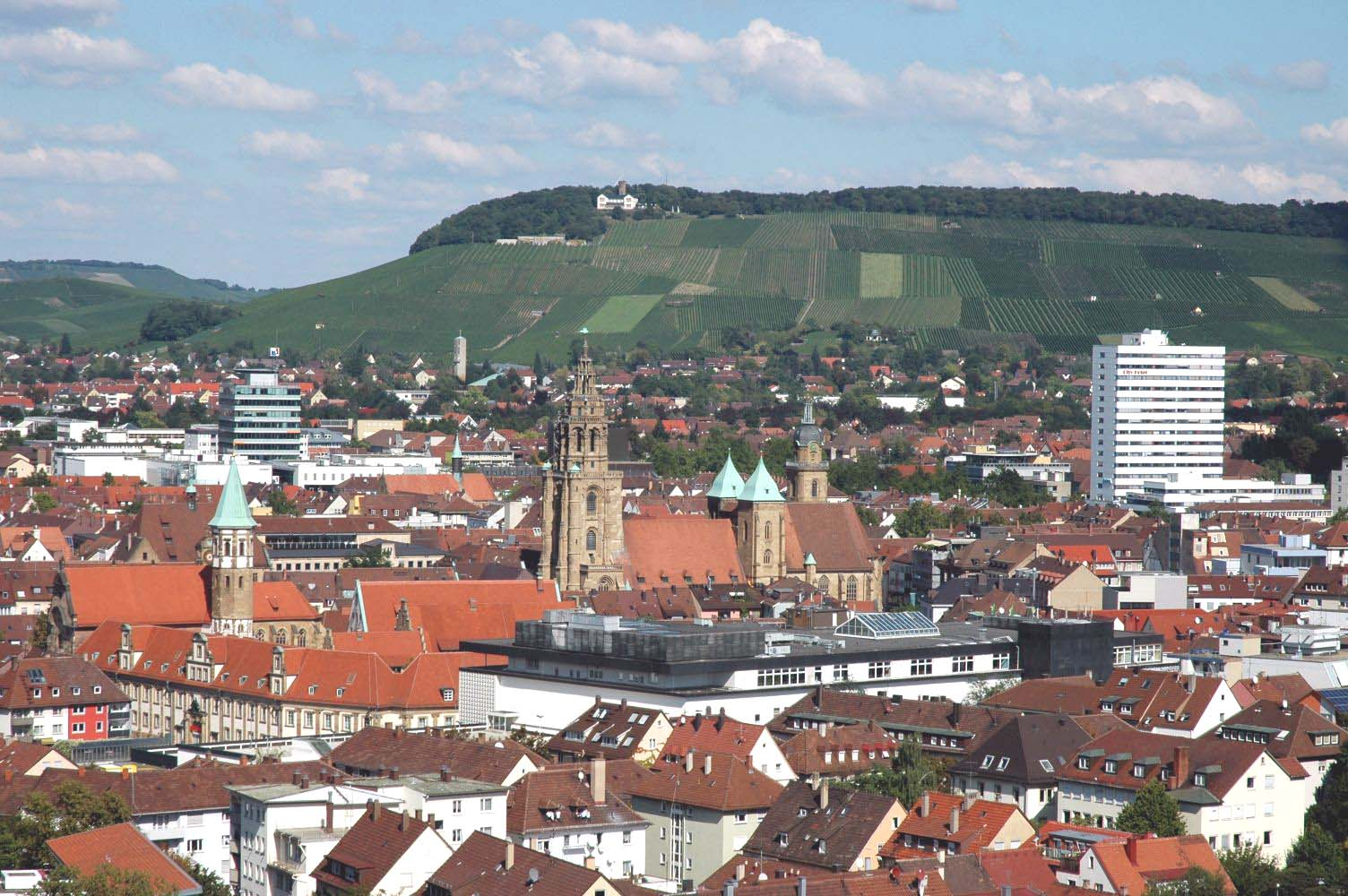
Vista general de la ciutat.

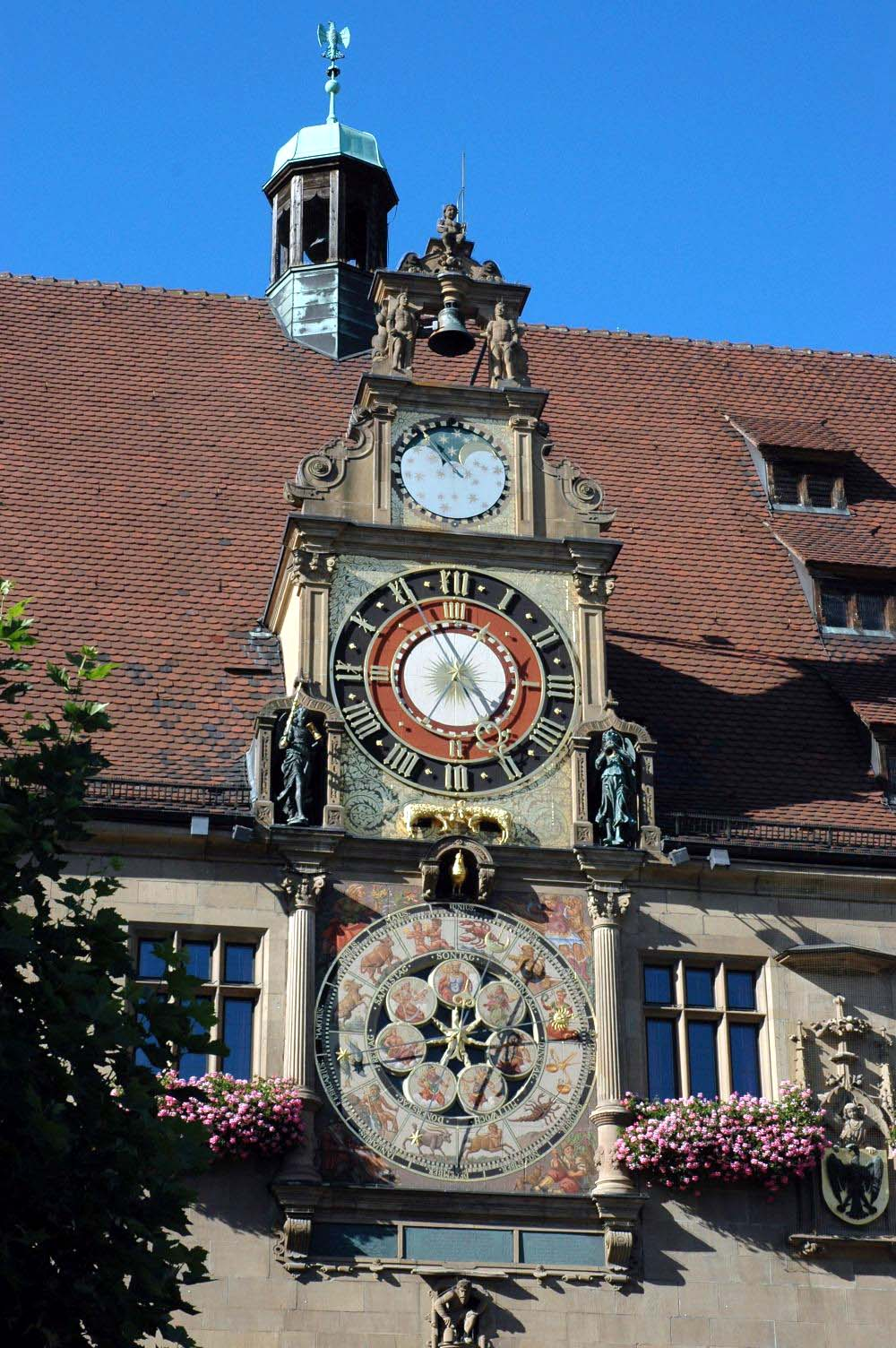
El rellotge astronòmic de l'ajuntament.

Heilbronn és una ciutat del land alemany de Baden-Württemberg. Amb 120.000 habitants és la sisena ciutat més gran de Baden-Württemberg. La ciutat està situada a la vora del riu Neckar. Antigament va ser una ciutat lliure imperial («Freie Reichsstadt») i avui dia és una ciutat independent i seu de la regió de Heilbronn. També és el centre econòmic de la regió de Heilbronn-Franken, que inclou el nord-est de Baden-Württemberg gairebé del tot.
Heilbronn és coneguda per la seva indústria vinícola i també rep l'apel·latiu de Käthchenstadt per l'obra de Heinrich von Kleist anomenada Das Käthchen von Heilbronn.
Apareix també a la pel·lícula del 2011: "Sherlock Holmes, Joc d'ombres".

## Geografia

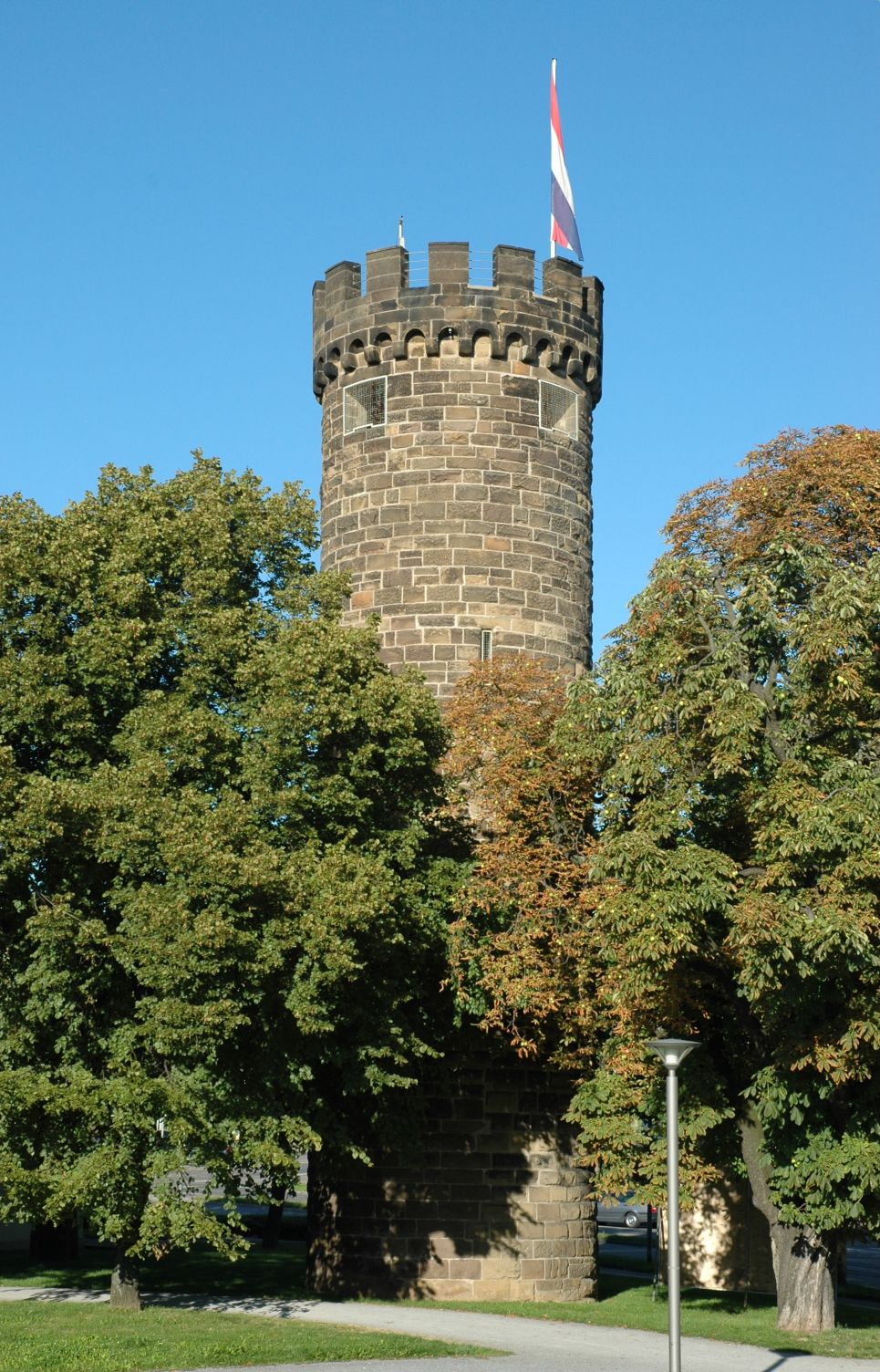
Bollwerksturm

Heilbronn està situada en una vall per sota de la muntanya de Wartberg. Està envoltada de nombroses vinyes. El punt més alt és la muntanya de Reisberg amb 378 metres.
Barris:
- Ciutat
- Böckingen
- Neckargartach
- Sontheim
- Klingenberg
- Frankenbach
- Kirchhausen
- Biberach
- Horkheim

## Fills il·lustres
- Friedrich August Weber, (1756-1806) metge, escriptor i compositor musical.